# Richard Hochreiner
Richard Hochreiner alias Florian Riedler (* 3. April 1913 in Leoben-Judendorf; † 23. September 1991 in Tamsweg) war ein österreichischer Politiker (FPÖ) und kurzzeitiger Bürgermeister von St. Michael im Lungau. Bekannt wurde er durch seine Verwicklung als SA-Standartenführer in die Ermordung neun ungarischer Juden auf der Störingalpe kurz nach Kriegsende 1945.

## Leben
Hochreiner war der Sohn des Werksarbeiters Peter Hochreiner (* 2. April 1878 in Tauplitz; † 23. Jänner 1958 in Leoben) und dessen Ehefrau Maria (geborene Waschenegger; * 27. Juni 1880 in Frauenberg bei Ardning; † 18. Dezember 1962 in Tamsweg). Seine Eltern hatten am 3. September 1907 in Leoben-St. Xaver geheiratet.
In der Zeit des Nationalsozialismus war Richard Hochreiner 1942 SA-Sturmführer und 1943 SA-Sturmbannführer bei der SA-Gebirgsjägerstandarte 22 in Bruck an der Mur, schließlich in Graz SA-Standartenführer, Führer der Pionierstandarte Graz und Kreisstabsführer des Volkssturms. Ende April 1945 stellte er auf der Störingalpe in Neuhof, Gemeinde Übelbach im Bezirk Graz-Umgebung (Steiermark) auf der Gleinalpe zum Kampf gegen die vorrückende Rote Armee aus Angehörigen des Volkssturms und der Hitlerjugend eine Werwolf-Gruppe auf, die neun ungarische Juden aus dem Außenlager Peggau auf die Alm entführte und als Zwangsarbeiter hielt. Um den 20. Mai 1945 – also mehrere Tage nach Kriegsende, wobei das genaue Datum aus den Gerichtsakten nicht hervorgeht – befahl Hochreiner, den Stützpunkt zu verlassen und die neun Juden zu erschießen. Dieser Befehl wurde ausgeführt. Der SA-Rottenführer und Ausbilder des Volkssturms Karl Csercsevics und sein Kamerad Josef Wind hoben später hervor, dass sie bei der Erschießung ihre Magazine leerschossen. Josef Frühwirth übernahm dagegen die Aufgabe, die nach der ersten Salve noch nicht toten, am Boden liegenden Opfer mit Kopfschüssen zu töten.
Nur drei der ermordeten Männer konnten namentlich identifiziert werden: György Stern (* 1910), Kálmán Schlusser (* 1904) und József Dömölki (unbekanntes Alter). Während die Tatbeteiligten Reimund Krenn, Josef Kahlbacher, Karl Csercsevics und Josef Wind bald darauf ergriffen und vor Gericht gestellt wurden, gelang es Richard Hochreiner ebenso wie seinem Gefährten Josef Frühwirth, unterzutauchen und unerkannt zu bleiben. Am 14. August 1946 wurden Krenn und Kahlbacher vom Volksgericht Graz zu Haftstrafen, Csercsevics und Wind dagegen zum Tode verurteilt und am 29. November 1946 am Galgen hingerichtet.
Richard Hochreiner begab sich nach St. Michael im Lungau im Land Salzburg, wo er zunächst unerkannt unter dem Namen Florian Riedler lebte, der FPÖ beitrat und Gemeinderat wurde. 1961 wurde er jedoch enttarnt und gemeinsam mit Josef Frühwirth vor Gericht gestellt. Ein Geschworenengericht am Landesgericht Graz verurteilte Hochreiner am 27. Juni 1962 zu 7 Jahren schweren Kerkers, während Frühwirth drei Jahre schwere Kerkerstrafe erhielt. Am 26. November 1962 hob jedoch der Oberste Gerichtshof das Urteil gegen Hochreiner auf. Das Urteil gegen Frühwirth blieb bestehen, und dieser wurde am 26. Juli 1963 unter Auflagen entlassen; Hochreiner wurde jedoch am 6. März 1963 freigesprochen.
Nach den Gemeindevertretungswahlen am 20. Oktober 1974 profitierte Hochreiner als FPÖ-Spitzenkandidat von den neuen politischen Kräfteverhältnissen in der Gemeindevertretung von St. Michael, in der die ÖVP mit sieben Mandaten nun fast so stark wie die SPÖ mit acht Mandaten war, während die FPÖ auf vier Mandate kam. Zunächst einigten sich ÖVP und FPÖ über eine Zusammenarbeit im Gemeinderat: ÖVP-Spitzenkandidat Franz Stampl sollte von ÖVP und FPÖ zum Bürgermeister gewählt und Hochreiner als Bürgermeisterstellvertreter sollten zusätzliche Agenden übertragen werden. Doch dann wählten bei der Bildung der neuen Gemeindevertretung am 3. November 1974 die Gemeindevertreter von SPÖ und FPÖ gemeinsam den FPÖ-Kandidaten Richard Hochreiner zum Bürgermeister von St. Michael. Aus Protest gegen den Bruch der ursprünglichen Vereinbarung traten sämtliche Gemeindevertreter der ÖVP und deren Ersatzleute zurück, sodass die Gemeindevertretung nur noch aus 12 statt 19 Mitgliedern bestand. Der ÖVP-Obmann von St. Michael, Johann Brandstätter, beantragte am 2. Jänner 1975 die Auflösung der Gemeindevertretung, dem die SPÖ scharf mit der Begründung widersprach, dass eine hierfür notwendige Notfallsituation nicht gegeben sei. Dennoch gab die von einer absoluten ÖVP-Mehrheit regierte salzburgische Landesregierung der Beschwerde statt und setzte am 21. Juli 1975 einstimmig eine Neuwahl in St. Michael für den 21. September an. Bei diesen Wahlen hielt die SPÖ ihr Wahlergebnis und ihre acht Mandate, während ÖVP und FPÖ Stimmen an eine neu kandidierende Heimatliste verloren. So endete Hochrainers Mandat als Bürgermeister bereits 1975, und sein Nachfolger wurde der parteilose Gerhard Ortner, der schon 1975 von Benedikt Schaiter von der SPÖ beerbt wurde.
Am 23. September 1991 starb Hochreiner 78-jährig in Tamsweg.